# Juan Guillermo Cuadrado
Juan Guillermo Cuadrado Bello (* 26. května 1988 Necoclí) je kolumbijský profesionální fotbalista, který hraje na pozici křídelníka či krajního obránce za italský klub Pisa SC a za kolumbijský národní tým. Účastník Mistrovství světa 2014 v Brazílii a 2018 v Rusku.

## Klubová kariéra
Juan Cuadrado hrál postupně za kluby Independiente Medellín, Udinese Calcio, US Lecce (zde hostoval) a ACF Fiorentina.
Dne 30. ledna 2015 oznámil trenér Fiorentiny Vincenzo Montella přestup Cuadrada do Chelsea FC. Částka se odhadovala na 28 milionů liber a opačným směrem navíc zamířil egyptský reprezentant Mohamed Salah.
V Premier League debutoval 7. února  2015 proti Aston Ville, když v 79. minutě za stavu 2:1 pro Chelsea vystřídal Williana (utkání skončilo 2:1 pro Chelsea).
V Lize mistrů debutoval 17. února 2015 v zápase proti Paris Saint-Germain, když v 79. minutě vystřídal Williana. Utkání skončilo 1:1.
3. května 2015, tři kola před koncem sezóny 2014/15, získal s Chelsea ligový titul. V téže sezóně vyhrál i ligový pohár.
V srpnu 2015 odešel na hostování do italského klubu Juventus FC. V létě 2016 se vrátil do Chelsea, ale v srpnu téhož roku se vrátil na hostování do Juventusu.

## Reprezentační kariéra
V národním A-týmu Kolumbie debutoval v roce 2010.
Argentinský trenér Kolumbie José Pékerman jej vzal na Mistrovství světa 2014 v Brazílii, kde Kolumbie obsadila v základní skupině C s plným počtem 9 bodů první místo po výhrách 3:0 s Řeckem, 2:1 s Pobřežím slonoviny a 4:1 s Japonskem. Cuadrado jednou skóroval z pokutového kopu v zápase proti Japonsku. V osmifinále proti Uruguayi byl u výhry 2:0. Ve čtvrtfinále proti Brazílii Kolumbijci na dalšího jihoamerického soupeře již nestačili a prohráli 1:2.

## Statistiky

### Klubové
K 12. březnu 2022
| Klub                   | Sezóna  | Liga                | Liga   | Liga | Národní pohár | Národní pohár | Ligový pohár | Ligový pohár | Kontinentální poháry | Kontinentální poháry | Ostatní | Ostatní | Celkem | Celkem |
| Klub                   | Sezóna  | Liga                | Zápasy | Góly | Zápasy        | Góly          | Zápasy       | Góly         | Zápasy               | Góly                 | Zápasy  | Góly    | Zápasy | Góly   |
| ---------------------- | ------- | ------------------- | ------ | ---- | ------------- | ------------- | ------------ | ------------ | -------------------- | -------------------- | ------- | ------- | ------ | ------ |
| Independiente Medellín | 2008    | Categoría Primera A | 21     | 2    | 0             | 0             | —            | —            | —                    | —                    | —       | —       | 21     | 2      |
| Independiente Medellín | 2009    | Categoría Primera A | 9      | 0    | 0             | 0             | —            | —            | 2                    | 0                    | —       | —       | 11     | 0      |
| Independiente Medellín | Celkem  | Celkem              | 30     | 2    | 0             | 0             | 0            | 0            | 2                    | 0                    | 0       | 0       | 32     | 2      |
| Udinese                | 2009/10 | Serie A             | 11     | 0    | 1             | 0             | —            | —            | —                    | —                    | —       | —       | 12     | 0      |
| Udinese                | 2010/11 | Serie A             | 9      | 0    | 3             | 0             | —            | —            | —                    | —                    | —       | —       | 12     | 0      |
| Udinese                | Celkem  | Celkem              | 20     | 0    | 4             | 0             | 0            | 0            | 0                    | 0                    | 0       | 0       | 24     | 0      |
| Lecce (host.)          | 2011/12 | Serie A             | 33     | 3    | 0             | 0             | —            | —            | —                    | —                    | —       | —       | 33     | 3      |
| Fiorentina             | 2012/13 | Serie A             | 36     | 5    | 4             | 0             | —            | —            | —                    | —                    | —       | —       | 40     | 5      |
| Fiorentina             | 2013/14 | Serie A             | 32     | 11   | 3             | 1             | —            | —            | 8                    | 3                    | —       | —       | 43     | 15     |
| Fiorentina             | 2014/15 | Serie A             | 17     | 4    | 1             | 1             | —            | —            | 5                    | 1                    | —       | —       | 23     | 6      |
| Fiorentina             | Celkem  | Celkem              | 85     | 20   | 8             | 2             | 0            | 0            | 13                   | 4                    | 0       | 0       | 106    | 26     |
| Chelsea                | 2014/15 | Premier League      | 12     | 0    | —             | —             | 1            | 0            | 1                    | 0                    | —       | —       | 14     | 0      |
| Chelsea                | 2015/16 | Premier League      | 1      | 0    | 0             | 0             | 0            | 0            | 0                    | 0                    | —       | —       | 1      | 0      |
| Chelsea                | Celkem  | Celkem              | 13     | 0    | 0             | 0             | 1            | 0            | 1                    | 0                    | 0       | 0       | 15     | 0      |
| Juventus (host.)       | 2015/16 | Serie A             | 28     | 4    | 4             | 0             | —            | —            | 8                    | 1                    | —       | —       | 40     | 5      |
| Juventus (host.)       | 2016/17 | Serie A             | 30     | 2    | 3             | 0             | —            | —            | 12                   | 1                    | 0       | 0       | 45     | 3      |
| Juventus               | 2017/18 | Serie A             | 21     | 4    | 1             | 0             | —            | —            | 6                    | 1                    | 1       | 0       | 29     | 5      |
| Juventus               | 2018/19 | Serie A             | 18     | 1    | 0             | 0             | —            | —            | 5                    | 0                    | 0       | 0       | 23     | 1      |
| Juventus               | 2019/20 | Serie A             | 33     | 2    | 5             | 0             | —            | —            | 6                    | 1                    | 1       | 0       | 45     | 3      |
| Juventus               | 2020/21 | Serie A             | 30     | 2    | 3             | 0             | —            | —            | 6                    | 0                    | 1       | 0       | 40     | 2      |
| Juventus               | 2021/22 | Serie A             | 27     | 4    | 3             | 1             | —            | —            | 6                    | 0                    | 0       | 0       | 36     | 5      |
| Juventus               | Celkem  | Celkem              | 187    | 19   | 19            | 1             | 0            | 0            | 49                   | 4                    | 3       | 0       | 258    | 24     |
| Celkem                 | Celkem  | Celkem              | 368    | 44   | 31            | 3             | 1            | 0            | 65                   | 8                    | 3       | 0       | 468    | 55     |

### Reprezentační
K 1. únoru 2022
| Kolumbie | Kolumbie | Kolumbie |
| Rok      | Zápasy   | Góly     |
| -------- | -------- | -------- |
| 2010     | 4        | 1        |
| 2011     | 4        | 0        |
| 2012     | 7        | 2        |
| 2013     | 11       | 0        |
| 2014     | 11       | 2        |
| 2015     | 9        | 0        |
| 2016     | 14       | 1        |
| 2017     | 8        | 1        |
| 2018     | 9        | 1        |
| 2019     | 12       | 0        |
| 2020     | 4        | 0        |
| 2021     | 15       | 2        |
| 2022     | 2        | 0        |
| Celkem   | 110      | 10       |

#### Reprezentační góly
Skóre a výsledky Kolumbie jsou vždy zapisovány jako první.
| Gól | Datum              | Místo                                                      | Soupeř    | Skóre | Výsledek | Soutěž                                |
| --- | ------------------ | ---------------------------------------------------------- | --------- | ----- | -------- | ------------------------------------- |
| 1.  | 3. září 2010       | Estadio José Antonio Anzoátegui, Puerto la Cruz, Venezuela | Venezuela | 1:0   | 2:0      | Přátelský zápas                       |
| 2.  | 29. února 2012     | Sun Life Stadium, Miami Gardens, Spojené státy americké    | Mexiko    | 2:0   | 2:0      | Přátelský zápas                       |
| 3.  | 14. listopadu 2012 | MetLife Stadium, East Rutherford, Spojené státy americké   | Brazílie  | 1:0   | 1:1      | Přátelský zápas                       |
| 4.  | 6. června 2014     | Estadio Pedro Bidegain, Buenos Aires, Argentina            | Jordánsko | 2:0   | 3:0      | Přátelský zápas                       |
| 5.  | 24. června 2014    | Arena Pantanal, Cuiabá, Brazílie                           | Japonsko  | 1:0   | 4:1      | Mistrovství světa 2014                |
| 6.  | 29. května 2016    | Marlins Park, Miami, Spojené státy americké                | Haiti     | 2:1   | 3:1      | Přátelský zápas                       |
| 7.  | 28. března 2017    | Estadio Olímpico Atahualpa, Quito, Ekvádor                 | Ekvádor   | 2:0   | 2:0      | Kvalifikace na Mistrovství světa 2018 |
| 8.  | 24. června 2018    | Kazaň Arena, Kazaň, Rusko                                  | Polsko    | 3:0   | 3:0      | Mistrovství světa 2018                |
| 9.  | 9. července 2021   | Estádio Nacional Mané Garrincha, Brasília, Brazílie        | Peru      | 1:1   | 3:2      | Copa América 2021                     |
| 10. | 5. září 2021       | Estadio Defensores del Chaco, Asunción, Paraguay           | Paraguay  | 1:1   | 1:1      | Kvalifikace na Mistrovství světa 2022 |

## Ocenění

### Klubová

#### Chelsea
- Premier League: 2014/15[18]
- EFL Cup: 2014/15[19]

#### Juventus
- Serie A: 2015/16, 2016/17, 2017/18, 2018/19, 2019/20
- Coppa Italia: 2015/16, 2016/17, 2017/18, 2020/21
- Supercoppa italiana: 2018, 2020

### Reprezentační

#### Kolumbie
- Copa América: 2016 (třetí místo), 2021 (třetí místo)